# Rodina Smolíkova
Rodina Smolíkova (v maďarském originále Mézga család) je řada maďarských animovaných televizních seriálů, které byly postupně tvořeny Józsefem Neppem a Józsefem Romhányim ve studiu PannóniaFilm v letech 1968–1978. Originální název rodiny Mézga znamená v maďarštině lepidlo, sliz nebo stromovou smůlu - odtud pochází český název Smolíkovi. Originálnímu názvu Mézga család odpovídá český překlad, ale například v angličtině se používá maďarské příjmení rodiny a název The Mézga Family. Ve slovenštině se seriál jmenuje Miazgovci, v italštině La famiglia Mezil, v němčině Familie Metzger a v bulharštině Семейство Мейзга. Ve španělštině byl použit jako název jméno hlavního hrdiny, Aladar Mezga. Snad ve všech jazycích, do kterých byl seriál přeložen, měl a dosud také má velký úspěch.[zdroj⁠?!]

## Postavy
- Josef "Pepa" Smolík (otec) (dabing: Otakar Vážanský)
- Gábina "Gábi" Smolíková (matka) (dabing: Libuše Billová)
- Vladimír "Ládínek" Smolík (syn) (dabing: Jaroslav Kuneš)
- Kristýna "Týna" Smolíková (dcera) (dabing: Světlana Těšitelová)
- Zorro (pes) (dabing: Vilém Lamparter)
- Žofie (kočka)
- Mafie (kočka)
- Dr. Otto Halíř (soused) (dabing: Pavel Kunert)

## Členové rodiny
Hlavou rodiny je Pepa Smolík (Géza Mézga), který ale tuto svou funkci příliš nezvládá, čemuž napovídá již znělka seriálu, kde se mu celá rodina zřítí na hlavu. Jeho manželkou je Gábi (Paula), která toho ale často lituje a komentuje větou „Proč jsem si já nešťastná nevzala Pištu Hufnágla!“ (Pisti Hufnágel). Starším z jejich potomků je přidrzlá a rádoby dospělá puberťačka Týna (Kriszta). K ní neodmyslitelně patří také kočka, jejíž jméno má v české verzi seriálu zvláštní minulost – překladatelům se nelíbil hanlivý význam jména Mafie (Maffia), tak ji nazvali Žofie, jenže v další sérii (Podivuhodné prázdniny rodiny Smolíkovy) byl význam jména nutný, kvůli smyslu děje jednoho z dílů (Z deště pod okap), takže ji museli přejmenovat a do tohoto dílu vložili větu „Žofinku jsme oplakali.“ Týniným mladším bratrem je dvanáctiletý geniální klučina Ládínek (Aladár), který vlastní taktéž geniálního psa jménem Zorro (Blöki).

## Seriály
Doposud vznikly tři třináctidílné seriály, každý s jinou zápletkou.

### Odkaz budoucnosti aneb Podivuhodná dobrodružství rodiny Smolíkovy
První seriál vznikl v roce 1969 a premiéru měl v roce 1970. Smolíkovi v něm zažívají příhody s vynálezy, které jim posílá jejich potomek z budoucnosti.

### Podivuhodná dobrodružství Vladimíra Smolíka
Druhý seriál vznikl v roce 1972 a premiéru měl v roce 1973. Ládínek se spolu s mluvícím psem Zorrem vydává ve své nafukovací vesmírné raketě na různé planety a poznává roztodivné mimozemské civilizace.

### Podivuhodné prázdniny rodiny Smolíkovy
Třetí seriál vznikl v roce 1978 a premiéru měl v roce 1980. Smolíkovi společně s dr. Halířem putují po celém světě při hledání Pišty Hufnágla, dávné lásky Gábi Smolíkové.

### Rodina Smolíkova a počítač
Podle maďarských médií se měl v roce 2005 začít natáčet nový 13dílný sériál Smolíkovi a počítač (maďarsky: A Mézga család és a számítógép), ve které se měla rodina Smolíkova seznamovat s internetem a počítačovou technikou vůbec. Kvůli hospodářské krizi v zemi byl ale projekt odložen.
V květnu 2017 byly na serveru Youtube nečekaně zveřejněny dvě nové desetiminutové epizody. Tvůrčí skupina Fénix ProDabing začala v roce 2021 pracovat na jejich dabingu. 
Jak se ukázalo, jedná se skutečně o začátek 4. série, vytvořený v roce 2005. Není známo, zda se jedná o první epizodu rozdělenou na dvě části, nebo zda krátké díly o délce pouze 10 minut byly již původním záměrem tvůrců.
Další epizody pravděpodobně vytvořeny nebyly a po dokončení dvou zmiňovaných byl projekt z finančních důvodů zrušen.